# The Kooks (svensk musikgrupp)
The Kooks var ett svenskt indiepopband hos skivbolaget Stockholm Records. Bandet gav ut albumet Too Much Is Not Enough 1999 samt sin debutsingel "Too Much of Nothing" 1998. Låten "Too Much of Nothing" spelades flitigt i samband med klädföretaget H&M:s reklamkampanj för Rocky Jeans. Låten sålde guld i Sverige och låg tre veckor på Trackslistan. Den låg även på singel- och radiolistor i Danmark och Holland. Därefter följde en rad singelsläpp.
Under 1998 och 1999 spelade gruppen som förband åt Robbie Williams och The Soundtrack of Our Lives.

## Medlemmar
- Michael Lohse, sång & gitarr
- Henrik Berglund, trummor
- Leo Dahlin, gitarr
- Josef Zackrisson, bas (1998-2000)
- Daniel Bengtson, bas (2000-2002)

## Diskografi

### Album
- Too Much Is Not Enough (1999)
- Verbal Jujitsu (2002)

### Singlar
- "Too Much of Nothing" (1998)
- "The Kooks Are in Love" (1998)
- "The Kooks Are on a Higher Ground" (1998)
- "The Kooks Offer Salvation in Time" (1998)
- "Late Night Movies" (2001)
- "Morphine Lane" (2002)